# Matej Bel

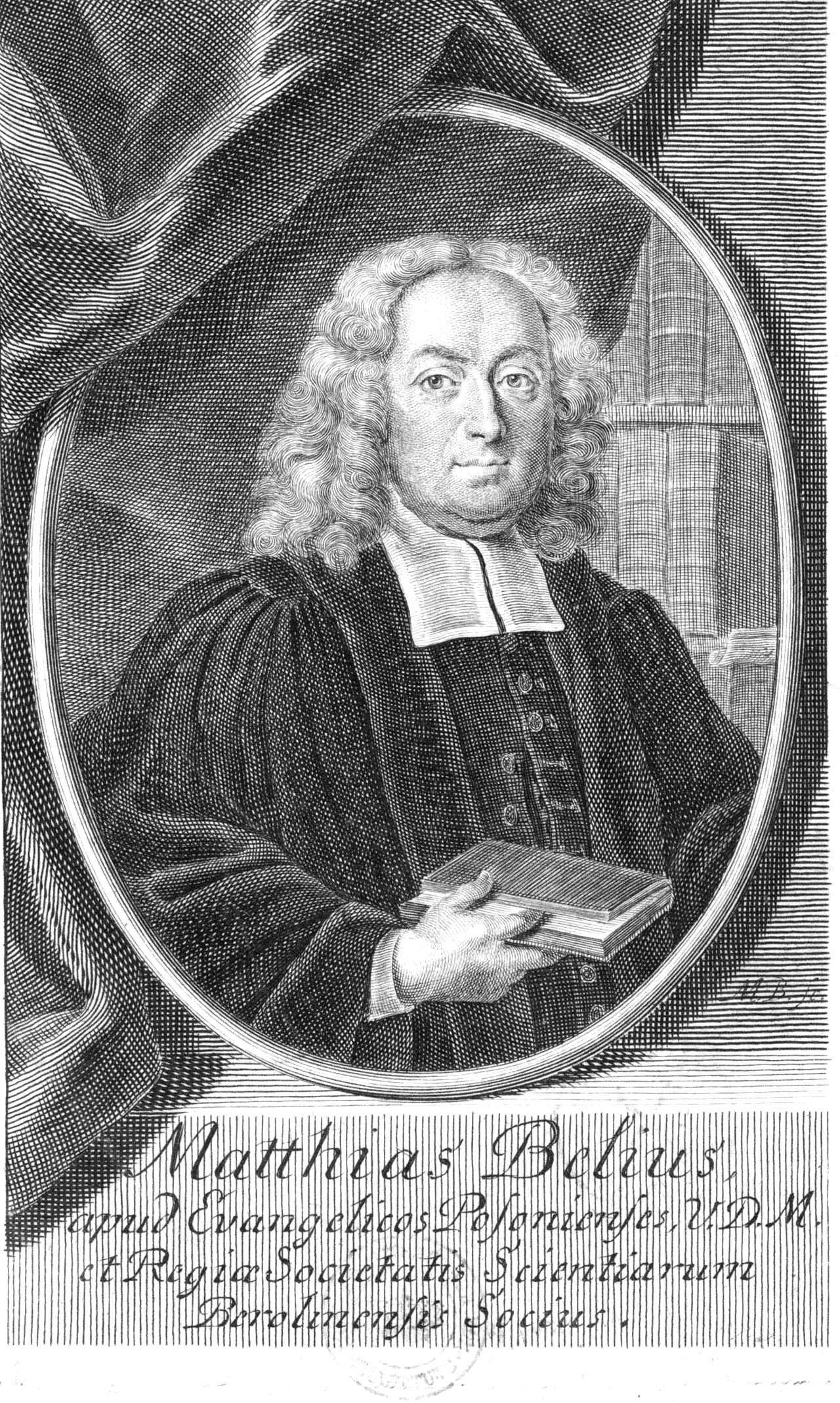
Matej Bel

Matej Bel z Očovej (maďarsky Bél Mátyás, německy Matthias Bél) (24. března 1684, Očová, Uhersko – 29. srpna 1749, Bratislava) byl slovenský polyhistor, encyklopedista, filozof, spisovatel, pedagog, evangelický kazatel, průkopník slovenského osvícenství, jeden z nejvýznamnějších evropských vědců 18. století[zdroj⁠?!], zakladatel moderní vlastivědy v Uhersku[zdroj⁠?!] a vzor francouzského encyklopedisty Denise Diderota[zdroj⁠?!].
Ve své vědecké práci prosazoval moderní metody – kolektivní práci, postup podle stanoveného plánu, studium pramenů a archivů a kritický postoj k faktům. V tomto ohledu už předčil i osvícence.[zdroj⁠?!]

## Životopis
Pocházel z rolnické rodiny z Očové, rodina měla ve vsi příjmení Funtík.
Byl žákem soukromých škol v Lučenci, poté v Kalinově a Dolné Strehové. Měl to štěstí, že jeho otec Matej Bel-Funtík v synovi viděl velký talent.[zdroj⁠?!] Belova matka se jmenovala Alžběta Česnegiová (mad. Cseszneky Erzsébet) z rodu Csesznekyovců. Rodiče podporovali Mateje na studiích. Takto se v roce 1695 dostal na banskobystrické gymnázium, poté na gymnázium do Bratislavy, dále do Veszprému a do Pápy. V roce 1704 se vrátil do Banské Bystrice, kde odmaturoval.
Díky těmto cestám mladý Matej poznal různé části Uherska, jejich zeměpis, faunu a flóru. Na cestách poznával lidi, jejich zvyky a obyčeje.
Po maturitě odjel studovat filozofii a teologii na Univerzitu v Halle. Byl mimořádně snaživým studentem, což postřehli i jeho učitelé.[zdroj⁠?!] Svědomitě a zodpovědně se připravoval na zkoušky. Nechtěl zklamat otce.[zdroj⁠?!] Byl daleko od domova a uměl si vážit vynaloženého úsilí rodičů, kteří mu důvěřovali a jeho studium finančně podporovali.[zdroj⁠?!] Už v době studia se projevily jeho všestranné zájmy: během studia teologie ho zaujala filozofie, medicína, přírodní vědy, jazyky a nové pedagogické směry. Studium v Halle ukončil v roce 1707. Vracel se domů šťastný, plný elánu, aby své nově získané znalosti a poznatky mohl předávat dalším generacím.[zdroj⁠?!]
Doma však pobyl jen krátce. V roce 1708 se stal prorektorem a v roce 1710 rektorem evangelického gymnázia v Banské Bystrici. V Banské Bystrici vyučoval orientální jazyky a byl i evangelickým kazatelem. Od roku 1714 působil jako rektor lycea v Bratislavě, které právě pod jeho vedením patřilo k nejnavštěvovanějším školám v Uhersku. Působil zde v duchu tzv. pedagogického realismu (vyplývajícího z pietismu), který poznal v Německu: zmodernizoval latinsko-humanistickou školu, zavedl vyučování domácího jazyka a tzv. reálných předmětů (např. fyzika, botanika, ruční práce a hlavně geografie).[zdroj⁠?!] Zásady pietismu uplatňoval hlavně v organizaci školství, didaktice a metodice.[zdroj⁠?!] Od roku 1719 byl farářem německé evangelické církve v Bratislavě.
Roku 1735 připravil koncept k založení Uherské učené společnosti v Bratislavě, jejíž členové měli měsíčně vypracovat studii a bratislavští se měli také měsíčně scházet. Měli také vydávat časopis Observationes Posonienses (Bratislavské pozorovania). Uskutečnila se přípravná schůze společnosti, ale projekt poté zanikl kvůli jezuitům, (které Bel charakterizoval slovy: „(spoločnosť) bola prerušená a zničená tými, ktorí si o sebe myslia, že sú jedinými vedcami“).[zdroj⁠?!]
Od roku 1748 byl Matej Bel v důchodu. Zemřel nečekaně na mrtvici[nepřesný odkaz] po návratu do Bratislavy z rakouských lázní Altenburg, kde se léčil.

## Filozofie a postoje
V době Belových studií v Halle převládal protischolastický duch, který se prolínal s raným osvícenstvím a pietismem (protestantismus zdůrazňující citovou a morální stránku náboženství).[zdroj⁠?!] Na Ružomberské synodě v roce 1709 byl pietismus, hlavně zásluhou Daniela Krmana, odsouzen a zakázán, nicméně Matej Bel zůstal trvalým, i když umírněným přívržencem tohoto náboženského proudu. Jeho zásluhou se stala Bratislava jakýmsi uherským centrem pietismu.[zdroj⁠?!]
Skrytě[zdroj⁠?!] byl zaujat proti Habsburkům. Není proto divu, že veřejně podporoval Františka II. Rákócziho, který dával protestantům možnosti náboženských svobod. Jako Rákócziho přívržence ho v roce 1709 v Banské Bystrici generál Heister odsoudil za buřičství k trestu smrti. Nakonec byl omilostněn.
V roce 1720 byl Matej Bel v očích svých nepřejícných odpůrců[zdroj⁠?!] obviněn kvůli jeho studijním cestám. Vyčítali mu, že zkoumá ekonomické využití jednotlivých lokalit pro špionáž cizích mocností. Obvinění odmítl a ubránil se. Vídeňský císařský dvůr uznal vědeckou činnost Mateje Bela a samotný císař Karel VI. financoval vydávání jeho vlastivědných práci. I vysoká katolická církevní hierarchie mnohonárodnostního Uherska vydávání historických pramenů podporovala. Matej Bel byl vyznamenán zlatou medailí, na které byl portrét papeže Klimenta XII.[zdroj⁠?!]
Matej Bel byl sice uherský vlastenec, ale zároveň a především uvědomělý Slovák.[zdroj⁠?!]

## Dopady
Za vědecké zásluhy obdržel mnoho poct od učených společností doma i v zahraničí, které ho zvolily svým členem (Olomouc – Societas incognitorum, Petrohrad, Jena – Societas latina (Latinská společnost), Berlínská akademie věd, Londýn – Královská společnost).
Jeho jméno dnes nese Univerzita Mateja Bela v Banské Bystrici.
Při příležitosti 300. výročí jeho narození zařadili jeho jméno do kalendáře UNESCO pro rok 1984. V jeho rodišti se nalézá pomník od J. Kulicha. Ján Kupecký vytvořil známý Belův portrét, jehož originál se nedochoval (jen kopie). Bel je hrdinou divadelní hry Jána Soloviče Zvon bez věže a knihy Jozefa Fraňa Múdry Matej.
Je po něm pojmenována Encyclopaedia Beliana, vznikající moderní slovenská všeobecná encyklopedie.

## Tvorba
Je autorem asi 50 děl, studií a článků v latině, němčině, maďarštině a v slovakizované češtině. Zaobíral se historií, geografií, národopisem, uherskou literaturou a kulturou, jazykovědou, ekonomikou a přírodními vědami. Jeho dílo je zajímavé tím, že se často speciálně zaobírá způsobem života a vlastností Slováků a s jistým obdivem hovoří o přirozeném nadání a pracovitosti Slováků.
Dopisoval si s mnoha významnými zahraničními učenci. Své vědecké práce publikoval hlavně v zahraničí. Očima evropského encyklopedisty hleděl na rozvoj vědy, školství, filozofie, jazykovědy a národopisu Uherska.[zdroj⁠?!]
Matej Bel skládal í duchovní písně a psal poezii.

## Dílo
- 1721 / 1722 - Bratislavské noviny (Nova Posoniensia), z jeho iniciativy vycházely tyto první pravidelně vydávané noviny v Uhersku
- 1723 - Posol (príp. Úvod do dejín) dávneho a súvekého Uhorska (Hungariae antiquae et novae prodromus), (Norimberk) zde analyzuje vědecký výzkum historického, národopisného, zeměpisného a jazykového rozvoje v Uhersku a podává podrobný plán na průzkum těchto stránek Uherska. Najdeme zde i ukázky zeměpisného zpracování (o Demänovských jeskyních, Sklených Teplicích)
- 1735 / 1742 - Historicko-zemepisný poznatok o súvekom Uhorsku (Notitia Hungariae novae historico geographica), (Vídeň) Belovo životní dílo. Obsahuje zeměpisné, národopisné, historické a přírodovědecké poznatky z některých uherských stolic (bratislavské, turčianské, liptovské a jiných). Zvýraznil zde osobitost Slováků, které považoval za potomky knížete Pribinu, krále Svatopluka atd. V práci na tomto díle mu pomáhali Andrej Hermann, banskobystrický lékař Otto Karol Moller, spišský matematik Pavol Kray, kežmarský rektor Juraj Bohuš, přírodovědec Juraj Buchholz, Ján Matolai zo Zolné a dílo bylo doplněno ilustracemi a mnoha mapami, pohledy vedut, které do mědirytiny ztvárnil slovenský geograf Samuel Mikovíni (1700-1750), profesor Vysoké školy hornické a lesnické v Banské Štiavnici. Dílo Noticia je koncipováno podle jednotlivých stolíc s jednotnou strukturou. Bylo formálně rozděleno na všeobecnou a na speciální část. Nejprve byly uvedeny přírodovědné a zeměpisné údaje, potom obyvatelstvo, správní instituce, šlechtické rody a rodiny a zvláště zde byla popsána svobodná královská města, poddanská městečka, hrady a zámky. Speciální část tvořila závěrečná mapka cest každé stolice od Samuela Mikovíniho. Ve čtyřech svazcích, které vyšly tiskem (s podporou císaře Karla VI.), stihl probrat 10 stolíc, především z území Slovenska. Ostatní zůstalo v rukopisné podobě. V roce 1767 je od Belovy vdovy koupil klužský biskup Jozef Baťáni, ale během převozu roku 1770 po Dunaji se člun převrhl a Belovy rukopisy byly vážně poškozeny.
- 1735 a 1746 - Príprava k dejinám Uhorska (Adparatus ad historiam Hunagriae), shromáždil důležité historické prameny k dějinám Uherska
- 1753 - byly vydány jeho přednášky, které se jako učebnice používaly až do konce 18. století.
- učebnice maďarštiny
- učebnice němčiny
- učebnice rétoriky
- k vydání upravil latinskou gramatiku K. Celaria s čtyřjazyčným slovníkem
- úvody k jiným knihám, hlavně k dílu Gramatika slovensko-česká Pavla Doležala (1746), kde Matej Bel podal členění slovanských jazyků a s uznáním se vyjádřil o slovenštině, která podle něj v ničem nezaostává za světovými jazyky
- 1753 - Zeměpisná příručka Uherska (Compendium Hungariae geographicum), vydal ji Ján Tomka-Sasky po Belově smrti; jedná se o kvalitní výběr z Belova díla